# Renault Koleos I
Le Renault Koleos (ou Samsung QM5 en Corée du Sud) est un SUV du constructeur automobile français Renault produit par sa filiale sud-coréenne Renault Samsung Motors. Elle est la première génération de Koleos, remplacée par le Koleos II en 2016.

## Présentation
Il est d'abord présenté sous la forme du show car éponyme en 2006.
Le Koleos et le QM5 sont produits en Corée du Sud, dès 2007 dans l'usine de Busan, par le constructeur sud-coréen Renault Samsung, qui fait partie du groupe Renault. Il est aussi vendu localement sous le nom de Renault Samsung QM5.
En mars 2015, Renault annonce la fin de commercialisation en Europe du Koleos. Il reste à la vente avant de disparaître définitivement du catalogue français en mai 2015. Sa production se poursuit en Corée du Sud pour les marchés asiatiques.

## Évolutions

### Phase 1 (2008 — 2011)
Le lancement du Renault Koleos en France en juin 2008 s'est accompagné d'une action de marketing communautaire, faisant appel aux communautés d'internautes passionnés de voiture lors d'une journée d'essai en avant-première. La réaction des internautes a été globalement positive dans la mesure où les membres de forums sont rarement sollicités de cette façon. En avril 2009, Renault présente une série limitée du Koleos nommée Koleos Black édition basée sur le niveau de finition Dynamique et enrichie en options. [réf. souhaitée] Cette série limitée est disponible en noir et gris.

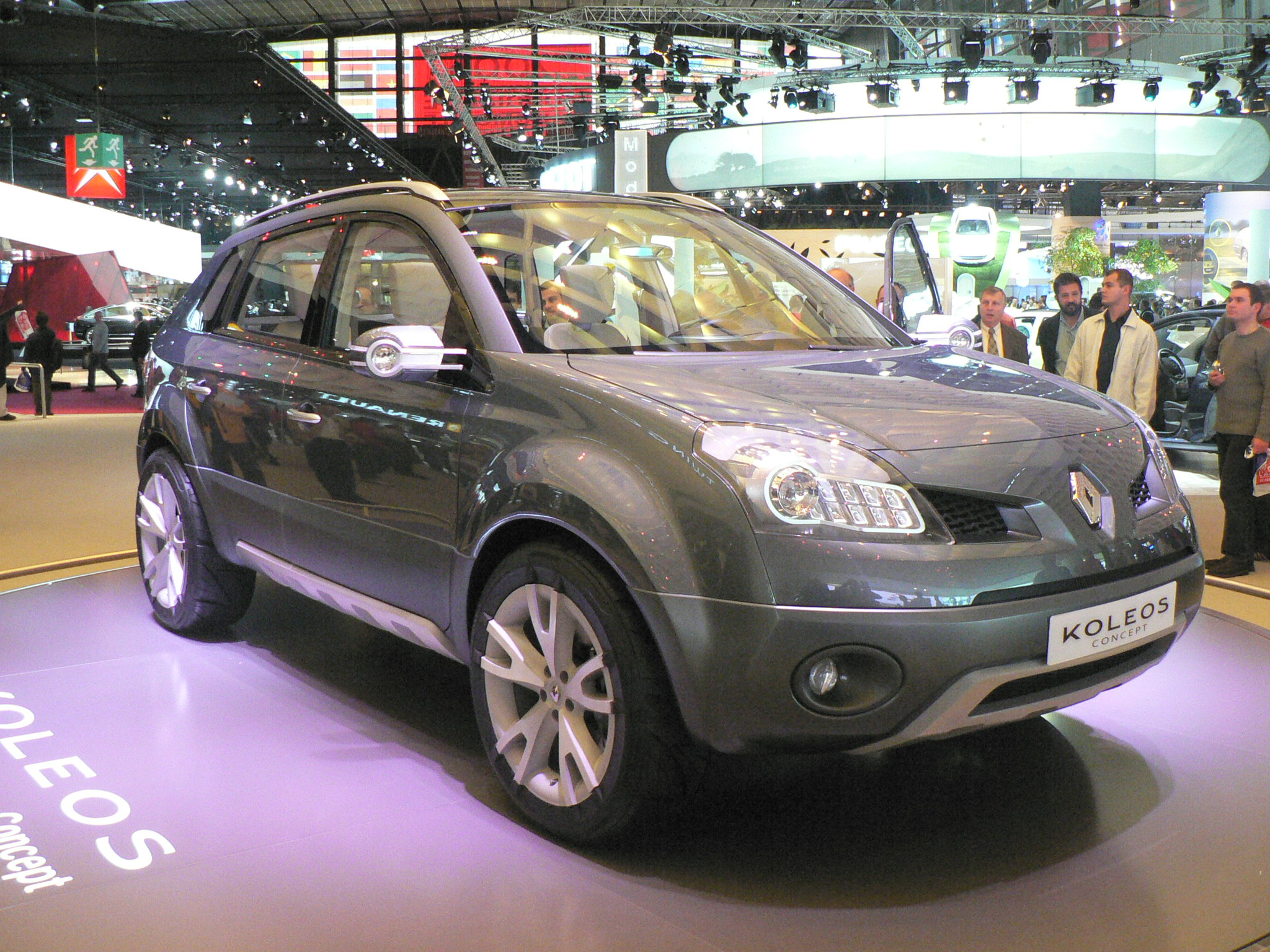
Renault Koleos Concept.
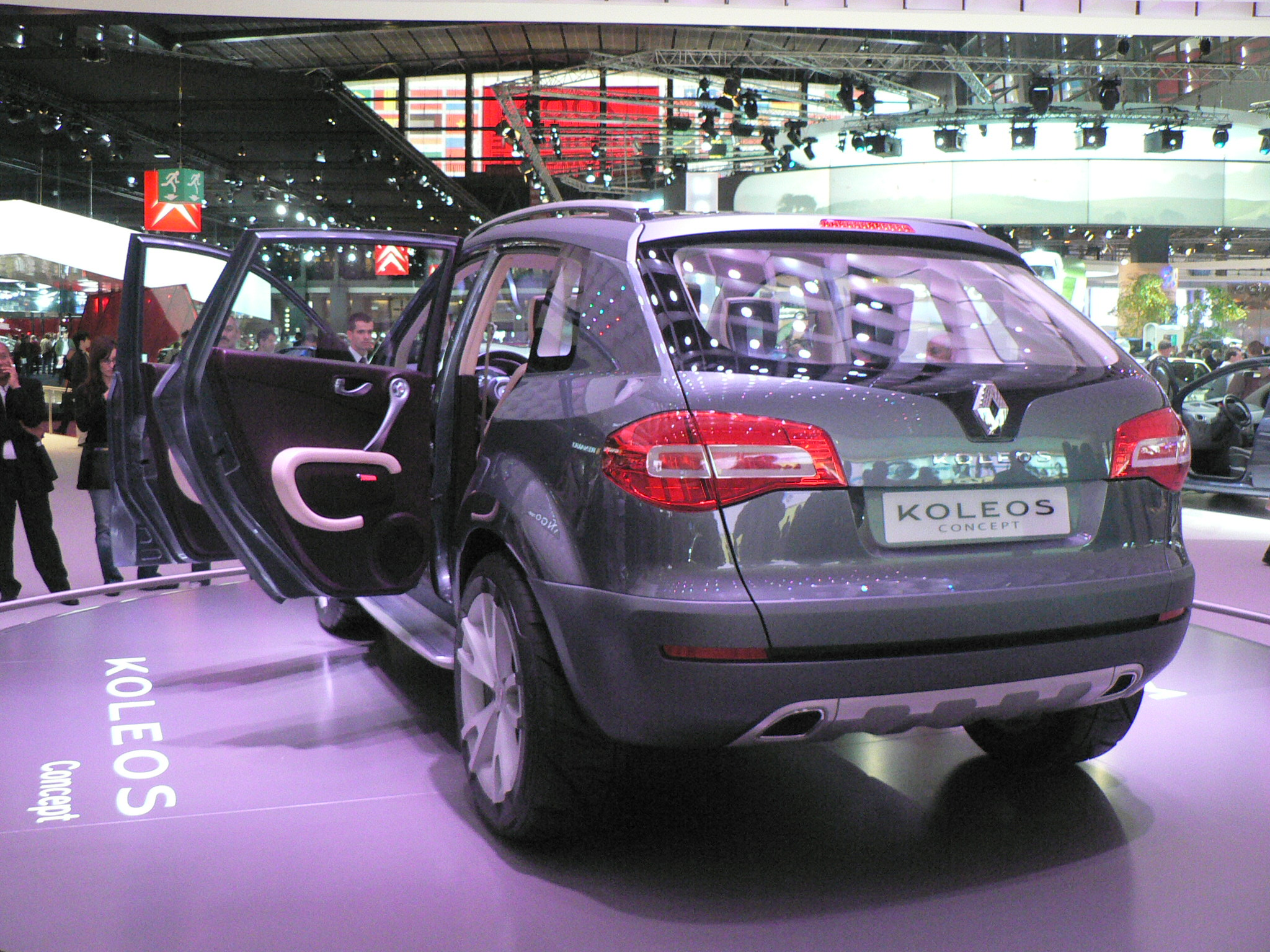
Renault Koleos Concept.
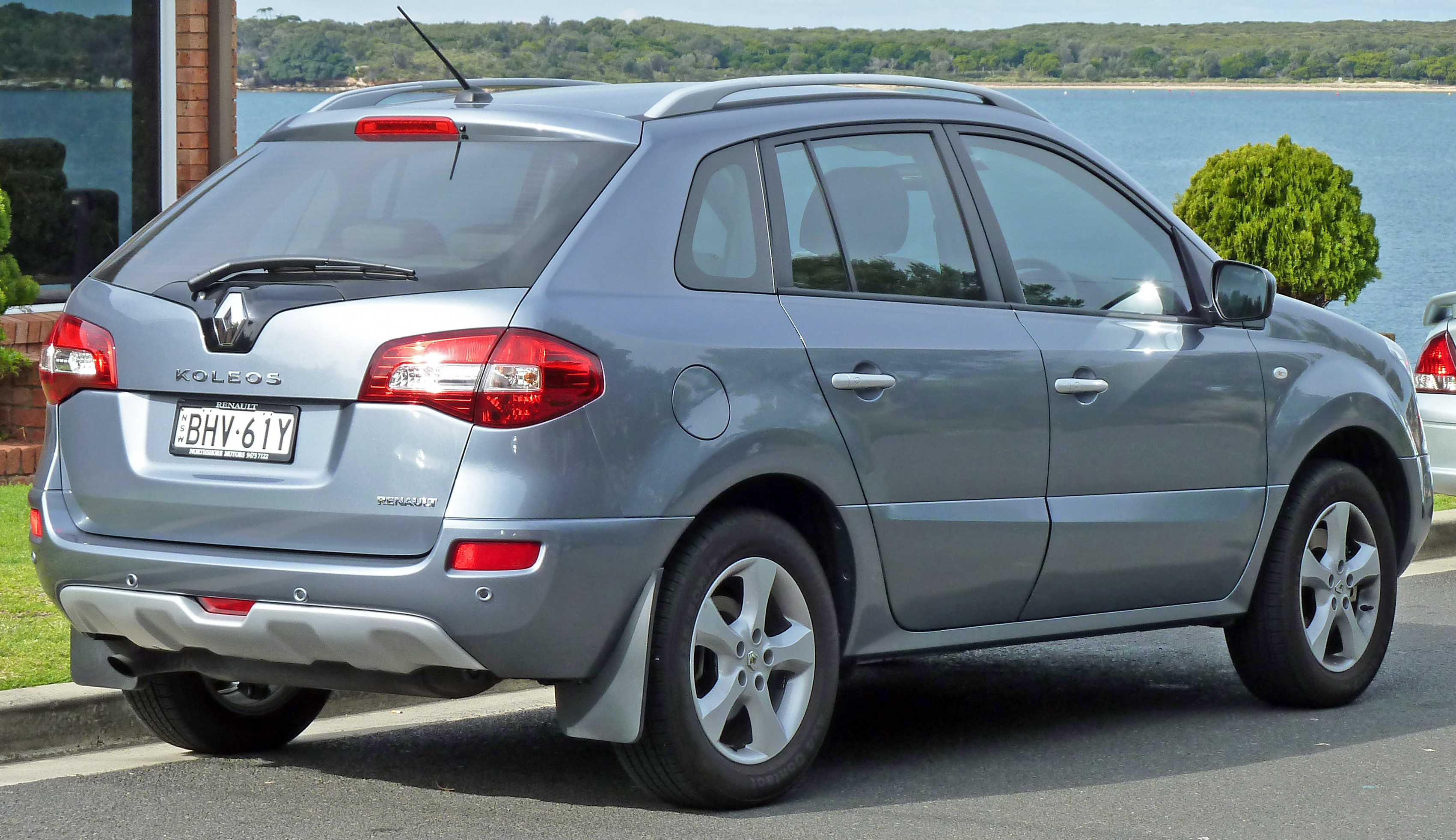
Renault Koleos I phase 1.

### Phase 2 (2011 — 2013)
Le Koleos est restylé avec une calandre de même style que la Renault Latitude en juillet 2011.

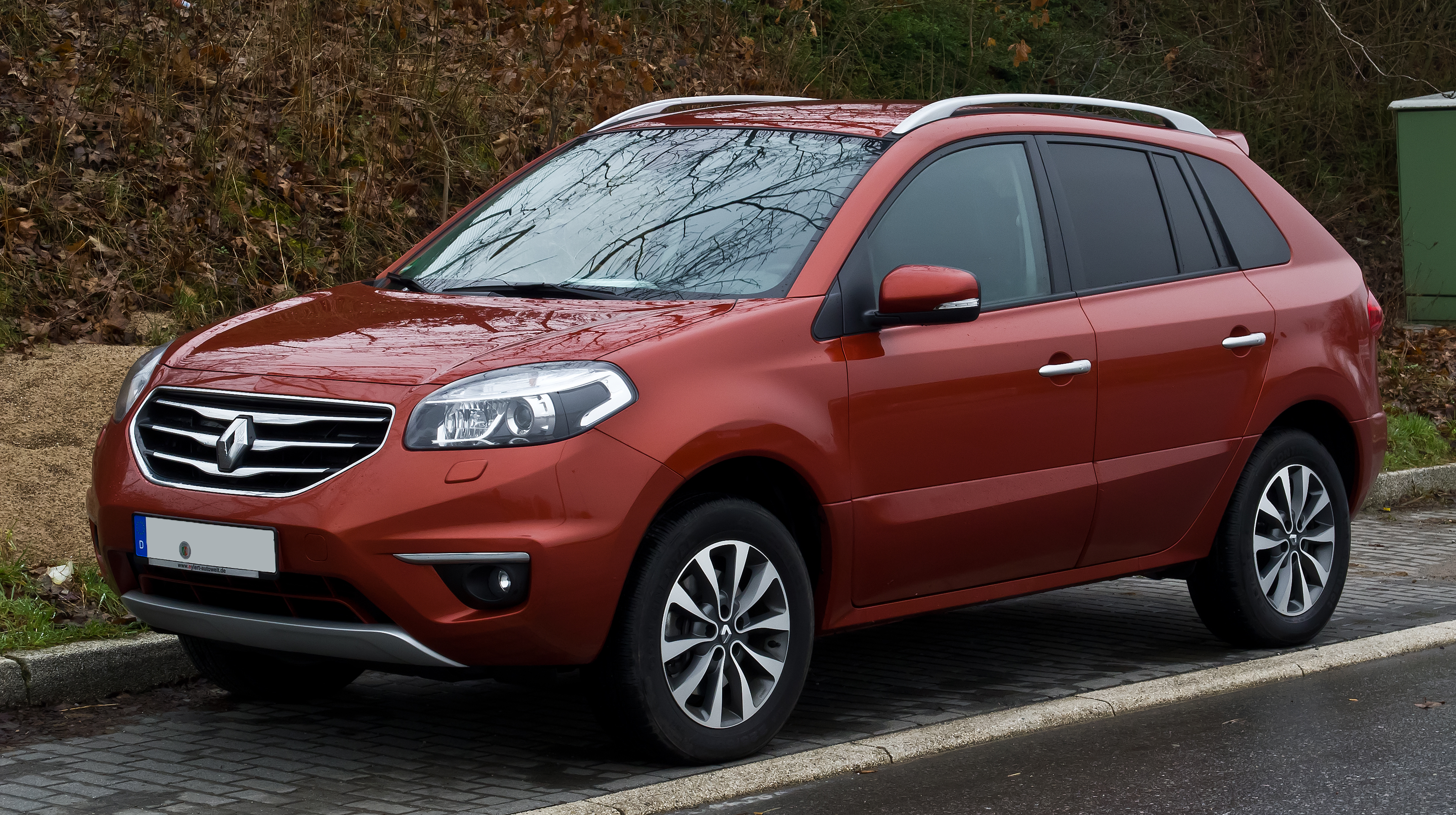
Renault Koleos I phase 2.
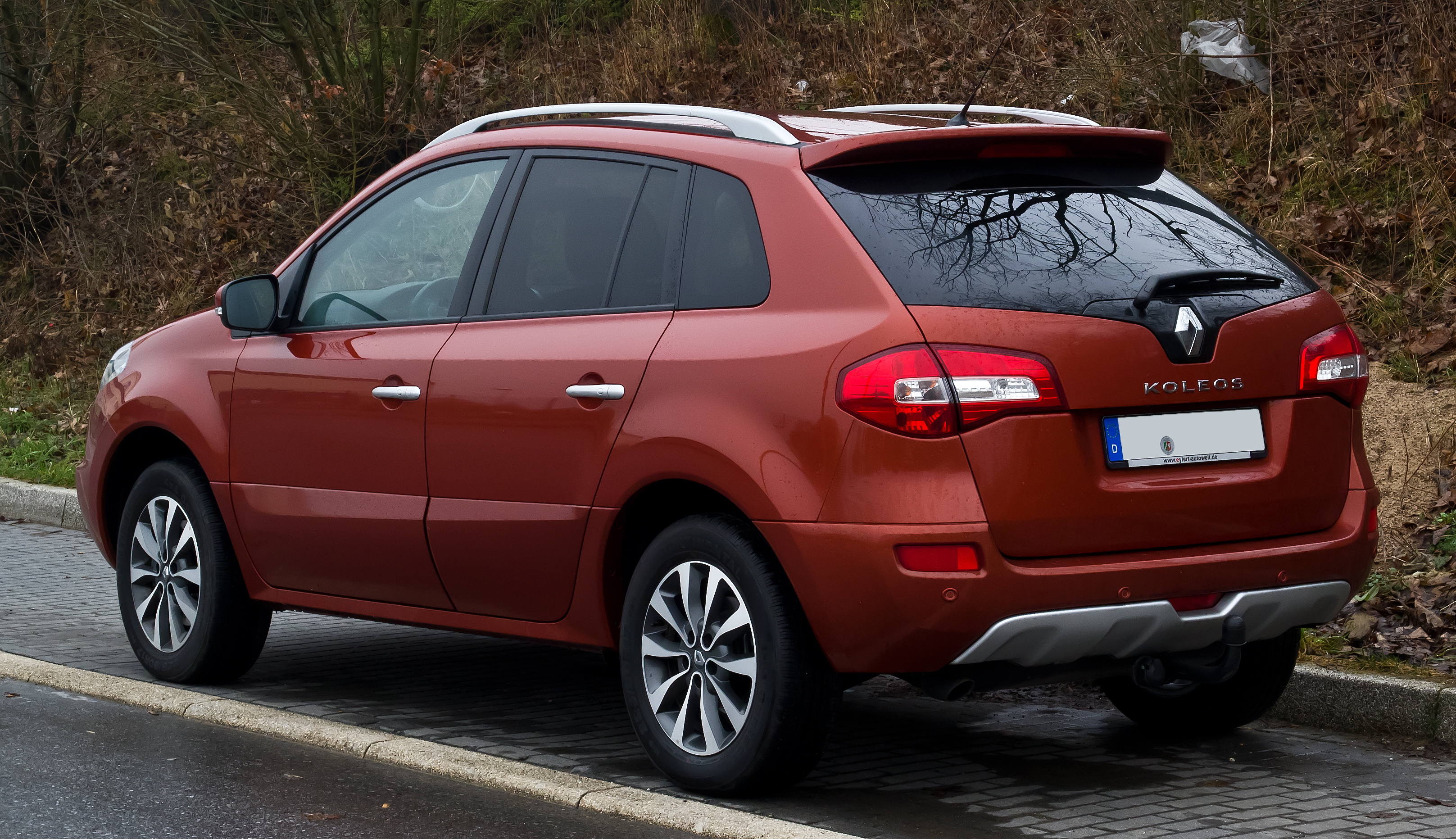
Renault Koleos I phase 2.

### Phase 3 (2013 — 2016)
En 2013, Renault présente un second restylage de son SUV avec cette fois-ci une calandre proche du Renault Captur.

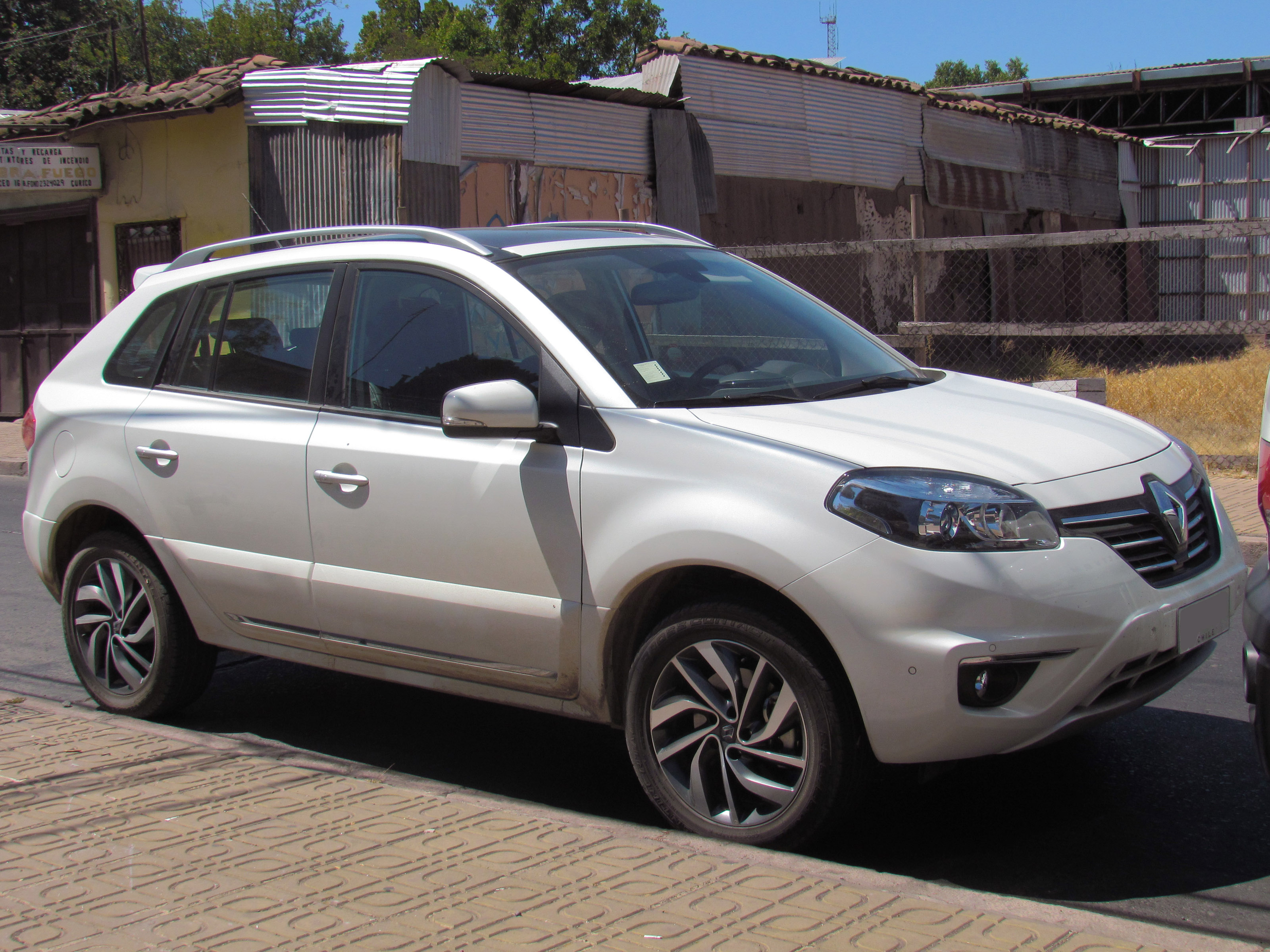
Renault Koleos I phase 3.
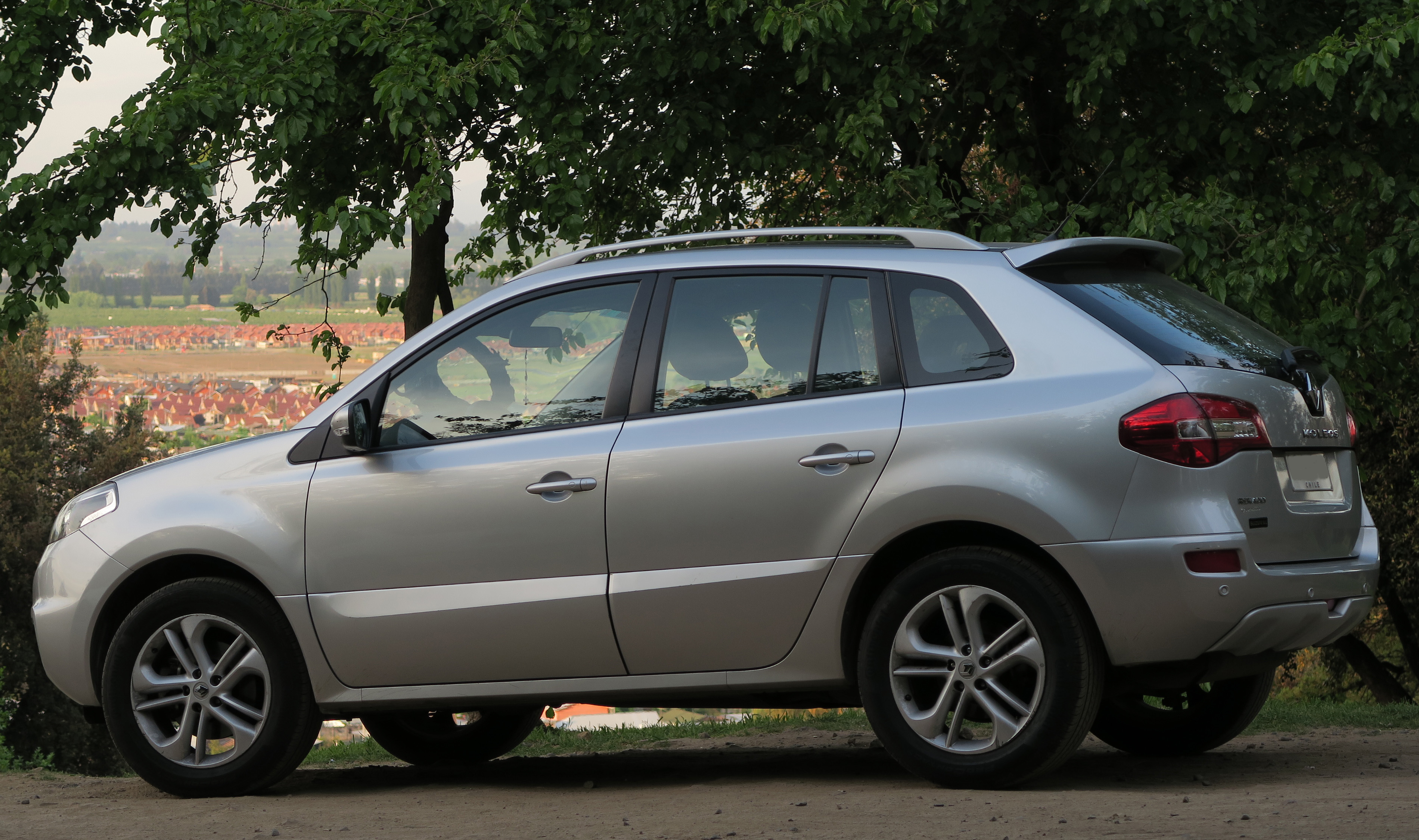
Renault Koleos I phase 3.

### Renault Samsung QM5

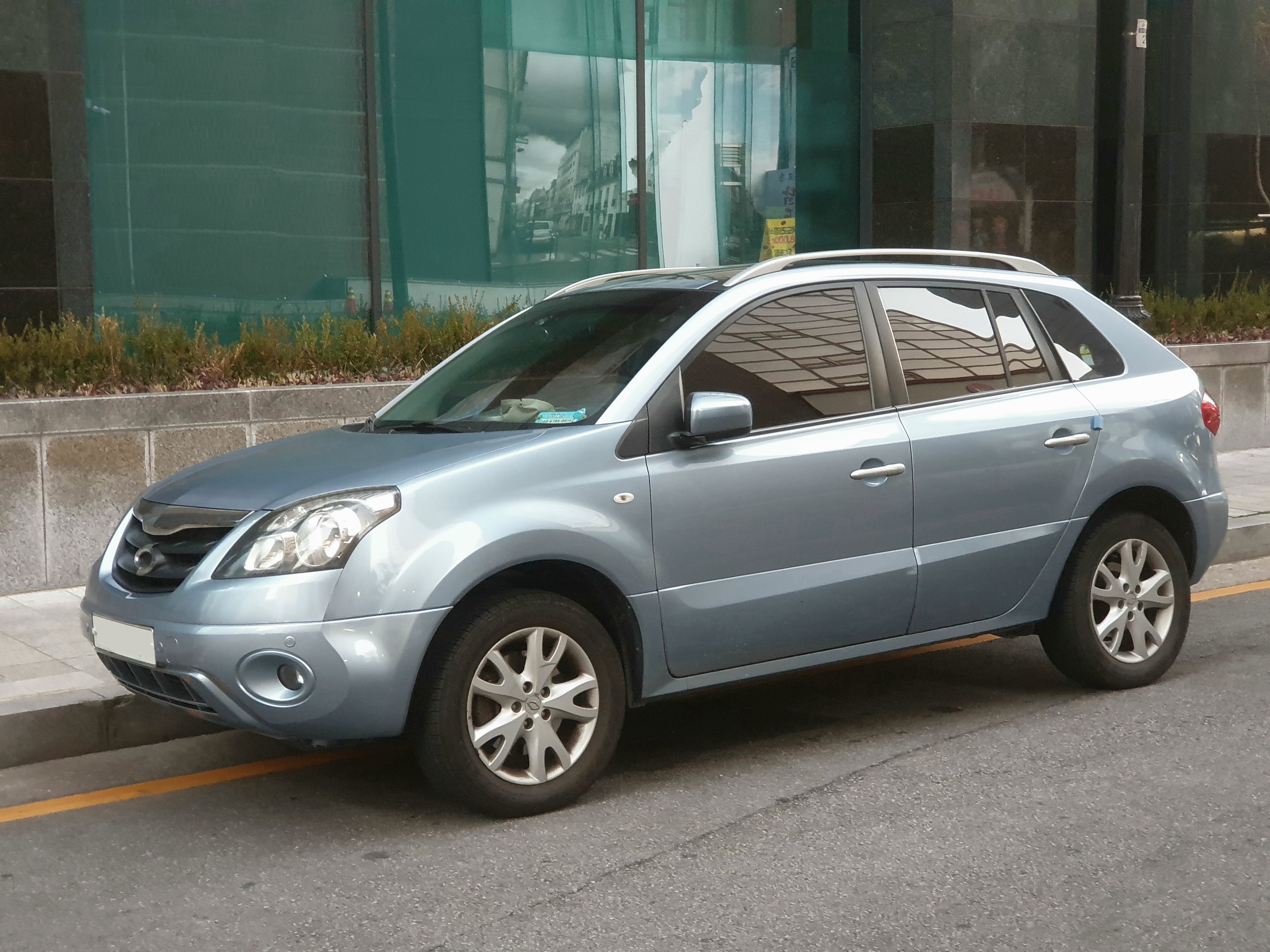
Renault Samsung QM5 phase 1.
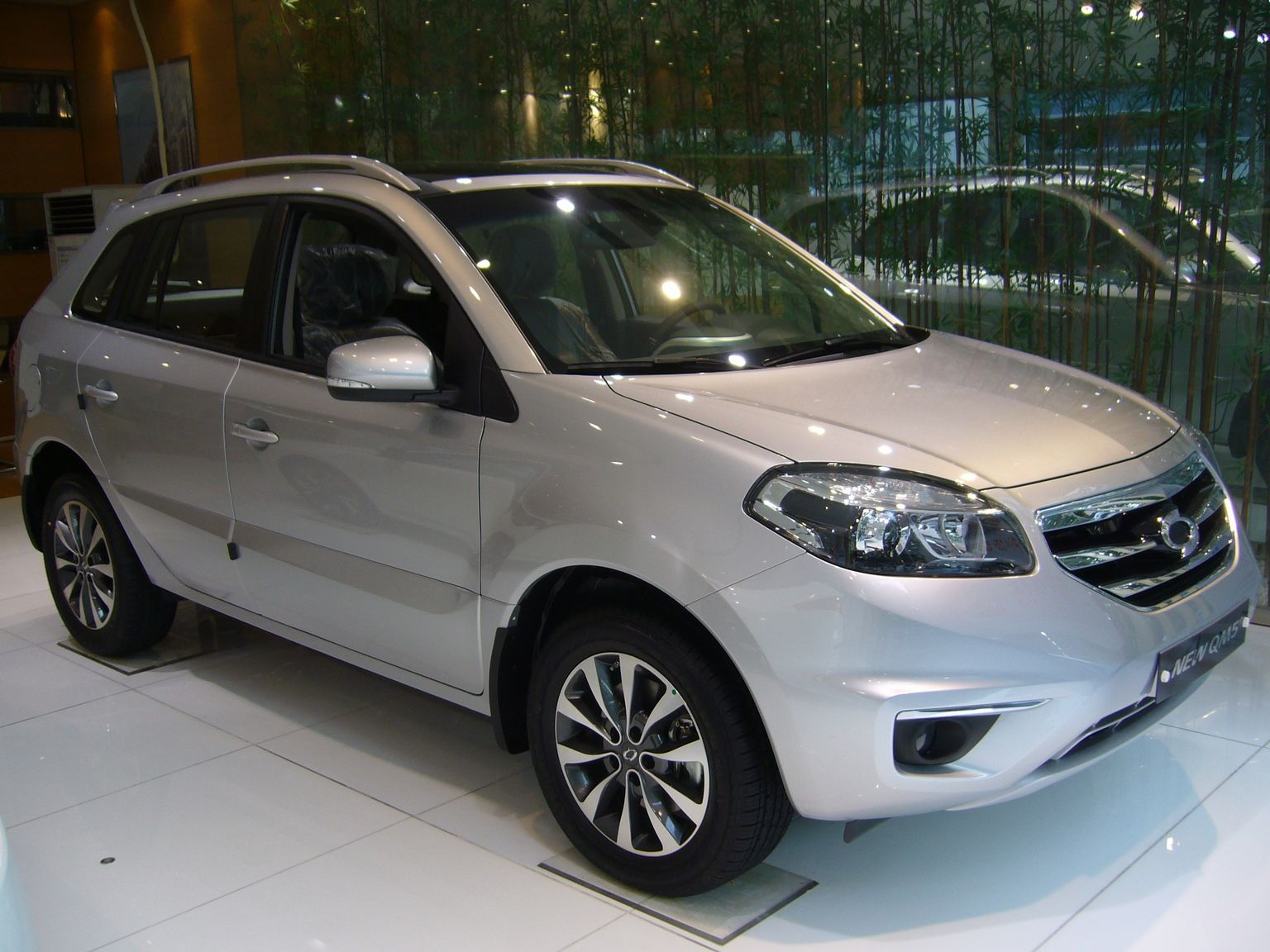
Renault Samsung QM5 phase 2.
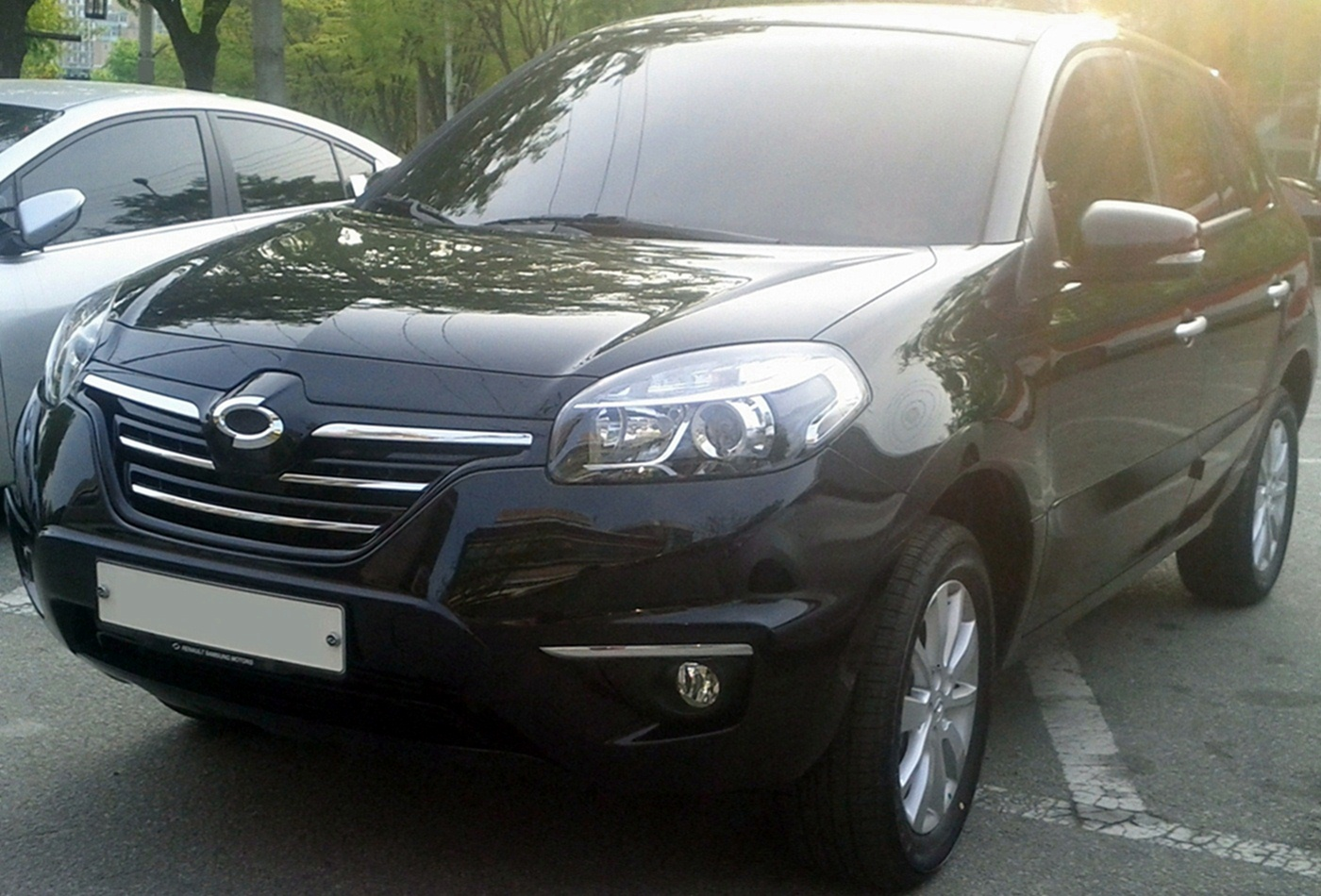
Renault Samsung QM5 Neo (phase 3).

## Caractéristiques techniques
Sa plate-forme et sa transmission sont dérivées de celles du Nissan X-Trail. 

### Motorisations
| Moteur                            | Cylindrée | Puissance maximale | Couple maximal | Vitesse maximale | 0 à 100 km/h | Consommation mixte | Émissions de CO2 [réf. souhaitée] | Disponibilité |
| Essence                           | Essence   | Essence            | Essence        | Essence          | Essence      | Essence            | Essence                           | Essence       |
| --------------------------------- | --------- | ------------------ | -------------- | ---------------- | ------------ | ------------------ | --------------------------------- | ------------- |
| 2.5 16v 4x2                       | 2 488 cm3 | 170 ch (126 kW)    | 233 N m        | 194 km/h         | 9,3          | 9,6 l/100 km       |                                   | 2008 – 2010   |
| 2.5 16v 4x4                       | 2 488 cm3 | 170 ch (126 kW)    | 233 N m        | 193 km/h         | 9,4          | 9,9 l/100 km       | 209 g/km                          | 2008 – 2010   |
| Diesel                            |           |                    |                |                  |              |                    |                                   |               |
| 2.0 Renault dCi 4x2               | 1 995 cm3 | 150 ch (110 kW)    | 320 N m        | 184 km/h         | 10,4 s       | 6,9 l/100 km       | 148 g/km                          | 2008 –        |
| 2.0 Renault dCi 4x4               | 1 995 cm3 | 150 ch (110 kW)    | 320 N m        | 185 km/h         | 10,4 s       | 7,4 l/100 km       | 166 g/km                          | 2008 –        |
| 2.0 Renault dCi 4x4               | 1 995 cm3 | 175 ch (127 kW)    | 360 N m        | 191 km/h         | 9,8 s        | 7,5 l/100 km       | 166 g/km                          | 2008 –        |
| 2.0 Renault dCi 4x4 (automatique) | 1 995 cm3 | 150 ch (110 kW)    |                |                  |              |                    |                                   |               |

## Controverse
Ce véhicule tout-terrain fait parallèlement à son lancement l'objet d'une campagne, lancée par Agir pour l'environnement, Greenpeace et le Réseau Action Climat. Quelques semaines avant sa commercialisation, des manifestants ont dénoncé le mimétisme industriel du constructeur hexagonal qui met sur le marché un véhicule tout-terrain. Ce 4x4 rejette moins de 180 grammes de CO2 par kilomètre parcouru dans sa version d'appel en deux roues motrices et 191 grammes dans la version quatre roues motrices 175 chevaux.